# NGC 4865
NGC 4865 é uma galáxia elíptica (E3) localizada na direcção da constelação de Coma Berenices. Possui uma declinação de +28° 05' 03" e uma ascensão recta de 12 horas, 59 minutos e 20,0 segundos.
A galáxia NGC 4865 foi descoberta em 22 de Abril de 1865 por Heinrich Louis d'Arrest.